# Фујоа (Оаза)
Фујоа (фр. Fouilloy) насеље је и општина у североисточној Француској у региону Пикардија, у департману Оаза која припада префектури Бове.
По подацима из 2011. године у општини је живело 210 становника, а густина насељености је износила 45,45 становника/km². Општина се простире на површини од 4,62 km². Налази се на средњој надморској висини од 210 метара (максималној 211 m, а минималној 168 m).

## Демографија
| 1962. | 1968. | 1975. | 1982. | 1990. | 1999. | 2011. |
| ----- | ----- | ----- | ----- | ----- | ----- | ----- |
| 269   | 284   | 255   | 206   | 177   | 194   | 210   |

График промене броја становника у току последњих година